# Paradidactylia hiekei
Paradidactylia hiekei är en skalbaggsart som beskrevs av S. Endrödi 1983. Paradidactylia hiekei ingår i släktet Paradidactylia och familjen Aphodiidae. Inga underarter finns listade i Catalogue of Life.